# Mancholy
Mancholy es una localidad caboverdiana del municipio de Santa Catarina.

## Geografía
La localidad está situada en la isla de Santiago.

## Organización territorial
La localidad abarca los lugares y barrios de:
- Achada Borges
- Chão Tavares
- Chiqueiro Barbosa
- Fundo Baixo
- Lém Garcia
- Lém Silva
- Mancholy
- Monte Moreira